# Norman Black
Norman Augustus Black (Baltimora, 12 novembre 1957) è un ex cestista e allenatore di pallacanestro statunitense, professionista nella NBA e nelle Filippine.

## Carriera
Da allenatore ha guidato le Filippine ai Giochi asiatici di Hiroshima 1994.